# Ulrich Hütter
Ulrich W. Hütter (18 de desembre de 1910 - 12 d'agost de 1990) fou un enginyer i professor universitari austríac-alemany. Hütter es considera un pioner destacat en la generació d'energia eòlica.

## Biografia
Després d'acabar l'escola a l'Institut Humanístic de Salzburg, Hütter va estudiar enginyeria mecànica i construcció naval a la Universitat Tecnològica de Viena del 1930 al 1936. El 1932 va començar a aprendre a planejar amb el seu germà Wolfgang Hütter i posteriorment va desenvolupar alguns models de planadors amb ell. Des de 1936 va estudiar enginyeria aeronàutica a la Universitat de Stuttgart i es va graduar allà el 1938. Es va doctorar el 1942 a la Universitat de Viena amb una "contribució a la creació de bases de disseny per a centrals eòliques", l'anomenada teoria del rotor eòlic de Hütter.
Hütter va viure a Weimar entre 1939 i 1943 i hi va treballar com a cap del departament aerodinàmic de l'escola d'enginyeria de Weimar. El 1943, es va cridar a Hütter a l'institut de recerca de Zeppelinwerke (FGZ) a Ruit, a prop de Stuttgart, on va ser cap del departament de construcció per a míssils tripulats, sistemes de remolc submarí i el caça nocturn Hütter Hü 211.
El 1944, Hütter va rebre una plaça de docent de dinàmica de fluids i mecànica de vol a la Universitat de Stuttgart. Després del final de la guerra i d'un breu internament, Hütter va treballar del 1946 al 1959 com a director d'obres a Allgaier Werke a Uhingen (Württemberg). No va ser fins al 1952 que es va renovar la seva posició com a docent a l'Institut Tecnològic de Stuttgart. L'aerogenerador StGW-34 de Hütter, desenvolupat el 1957, es considera una fita en la història de l'ús de l'energia eòlica i el prototip de totes les "turbines de lliure circulació" modernes. Hütter es va convertir en professor associat el 1959 i responsable del recent fundat Departament de Física de Vol Aplicat a Stuttgart.
Hütter es va retirar el 1980.